# Macrojoppa variegata
Macrojoppa variegata är en stekelart som först beskrevs av Szepligeti 1900.  Macrojoppa variegata ingår i släktet Macrojoppa och familjen brokparasitsteklar. Inga underarter finns listade i Catalogue of Life.